# Claudio I di Guisa
Claudio I di Guisa, o di Lorena, primo duca di Guisa dal 1528 alla morte (Custines, 20 ottobre 1496 – Castello di Joinville, 12 aprile 1550), è stato un condottiero francese.

## Biografia
Era il secondo figlio di Renato II di Lorena, e di sua moglie, Filippina di Gheldria. La sua formazione era stata affidata a Thomas di Pfaffenhofen e Euvrard Dommartin. 
Suo padre morì quando Claudio aveva appena tredici anni.
La madre lo portò alla corte di Francia, dove ha frequentato il cugino, il conte di Angoulême (il futuro Francesco I). Ha trascorso parte della sua giovinezza alla corte di Francia. Sarà poi naturalizzato francese nel 1506, con una lettera del re Luigi XII, ma gli avversari dei Guisa, a causa dei loro legami familiari, continuavano a ritenerli stranieri. In effetti, i membri della Casa dei Guisa, i Lorena, i Rohan, i Breton, i Savoia-Nemours, i Savoia e i Grimaldi, riceveranno alla corte gli onori dovuti ai principi delle case sovrane straniere.

### Compagno d'armi di Francesco I
Quando Francesco salì al trono nel 1515, Claudio fu nominato coppiere del re ed entrò nel suo consiglio. Quando il re pianificò le campagne in Italia, prese parte insieme ai suoi fratelli: Antonio, Duca di Lorena e Giovanni, il cardinale vescovo di Metz. 
Claudio si distinse nella Battaglia di Marignano (1515) e impiegò molto tempo per riprendersi dalle ventidue ferite che ricevette sul campo. Combatté poi nel 1521 a Fuenterrabia e Luisa di Savoia scrisse che la conquista di quel luogo si ebbe per merito suo; nel 1523 divenne governatore dello Champagne e di Borgogna, dopo la sconfitta nella battaglia di Neufchâteau delle truppe imperiali che avevano invaso quella provincia. Il 17 maggio 1525 organizzò un massacro di 20.000 agricoltori che combattevano nella guerra dei contadini tedeschi in Lupstein vicino a Saverne, Lorena.
Al ritorno di Francesco I dalla prigionia, nel 1528, Claudio fu creato duca di Guisa nella parìa di Francia, benché a quei tempi solo i principi membri della Casa Reale potessero portare il titolo di duca e di pari. I Guisa, come cadetti della Casa di Lorena e discendenti degli Angioini, vollero avere la precedenza a corte sui Borboni del ramo di Condè e di quello di Conti. Le pretese e le ambizioni dei Guisa generarono diffidenza in Francesco I, anche se ricompensò i loro servigi con denaro e terre. 
Claudio di Guisa si distinse poi nella campagna del Lussemburgo nel 1542.
Fu Gran cacciatore di Francia.

### Una potenza in ascesa

Stemma utilizzato prima del 1540

Consigliere efficiente, Claudio di Guisa compì numerosi viaggi diplomatici in Europa, accompagnando il re nei suoi viaggi e battaglie. Accumulò ricchezza durante questo periodo grazie a dei doni concessogli dal re. Nel 1539, quando Carlo V attraversò la Francia per punire gli insorti di Gand, gli andò a incontrarlo ad Orléans con 400 uomini a cavallo.

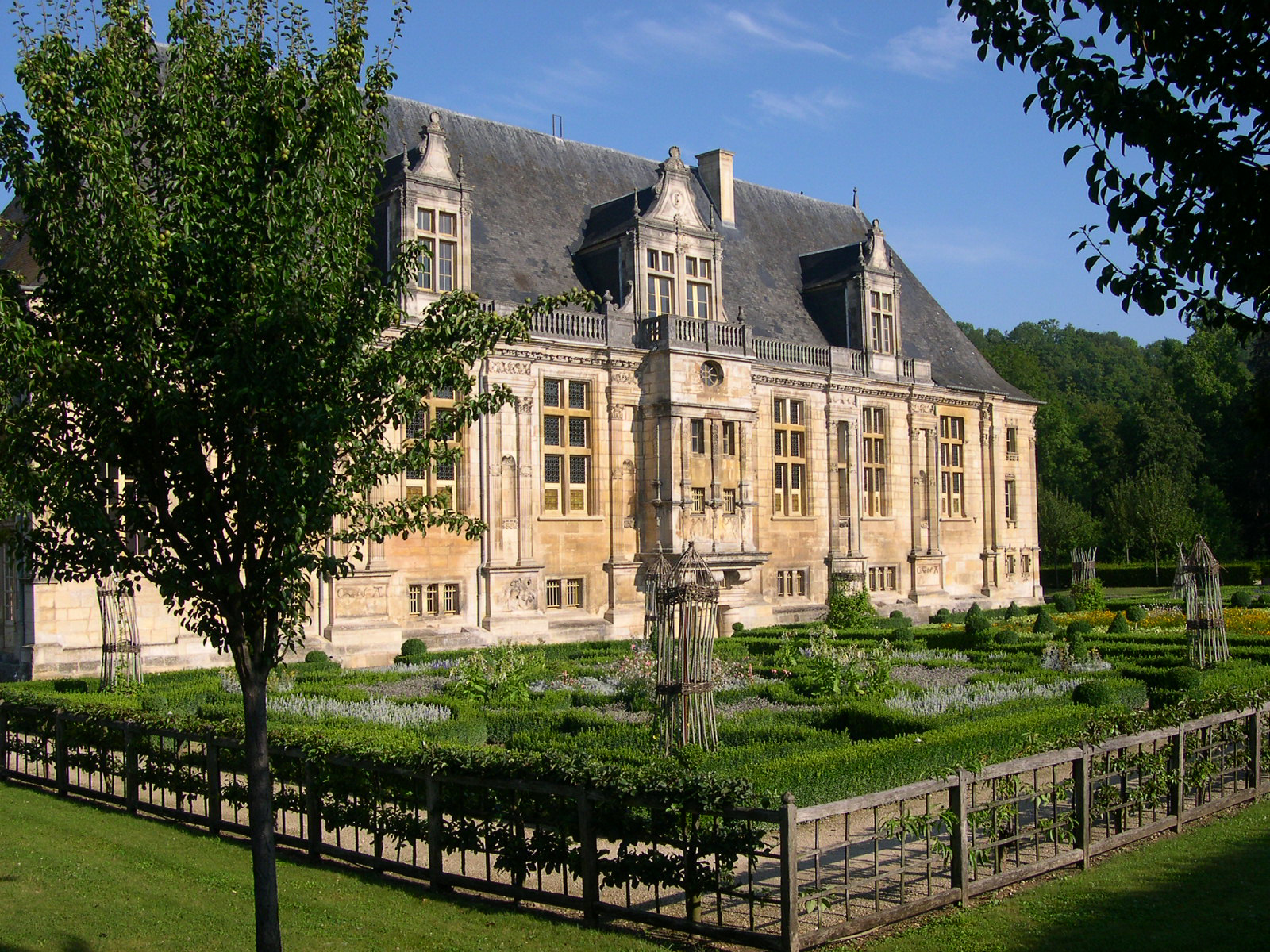
Château du Grand Jardin a Joinville.

Nel 1539, Francesco I soffrì di una grave malattia, e Claudio, probabilmente spinto da suo fratello, il cardinale di Lorena, si schierò dalla parte del Delfino e di Diana di Poitiers. Al re non piacque ed era diffidente nei confronti della famiglia di Guisa; inoltre, la doppia autorità di Claudio in Champagne e Borgogna rese gelose molte persone, che si lamentarono con il sovrano. Ha quindi rimosso il governatorato di Borgogna al duca di Guisa. Nel 1541, Carlo V riprese la guerra contro i francesi. Carlo d'Orléans, figlio di Francesco I, era il capo dell'esercito per attaccare il Lussemburgo. Dopo l'assedio di Montmédy da parte dei francesi, il duca d'Orleans decise di unirsi a suo fratello, il Delfino, durante l'assedio di Perpignano. Lasciò quindi il comando dell'esercito a Claudio di Guisa, che riescì a contenere il nemico. Nel 1544, l'esercito di Carlo V invase lo Champagne, conquistando Saint-Dizier e Joinville, ma Claudio preferì ritirarsi piuttosto che affrontare l'esercito imperiale sulla sua terra.
Da quel momento, Claudio di Guisa si ritirò dall'esercito. Costruì a Joinville lo Château du Grand Jardin, per ritirarsi pacificamente.

## Matrimonio
Nel 1513 sposò Antonia di Borbone-Vendôme (1493–1583), figlia di Francesco di Borbone-Vendôme, cugino del sovrano. Ebbero dodici figli:
- Maria (1515-1560), sposò Giacomo V di Scozia;
- Francesco I di Guisa (1519-1563);
- Luisa (1520-1542), sposò Charles II de Croÿ;
- Renata (1522-1602), Badessa di San Pietro a Reims;
- Carlo (1524-1574), Duca di Chevreuse, Arcivescovo di Reims e Cardinale;
- Claudio di Guisa (1526-1573);
- Luigi (1527-1578), Cardinale;
- Filippo (1529-1529);
- Pietro (1530-1530);
- Antonia (1531-1561), Badessa di Faremoutier;
- Francesco (1534-1563), Priore di Francia dell'Ordine di Malta ;
- Renato (1536-1566), Marchese di Elbeuf.

Ebbe un figlio illegittimo, di nome Claude (1546-1612), che diventa abate di Cluny.

## Mecenate
Come Francesco, il duca aveva un gusto per il fasto ed era il protettore dei diversi artisti. A Joinville, mantenne molti musicisti, cantanti e strumentisti ma anche letterati. Marot compose un'ode al duca, e molti altri poeti beneficiarono della sua generosità. Il compositore Pierre Clereau compose la Messa-requiem.
Durante le sue campagne in Italia, rimase colpito dalle opere degli architetti del Rinascimento italiano.
Per la sua tomba, la sua vedova, eresse la chiesa collegiata di Saint-Laurent de Joinville, oggi distrutta. I disegni di tutti i dettagli e rilievi sono stati forniti da Primaticcio. Essi sono ora conservati presso il Museo del Louvre.

## Ascendenza
|                          |                   |                         | Genitori                  |  |  | Nonni |  |  | Bisnonni             |  |  | Trisnonni               |  |
|                          |                   |                         |                           |  |  |       |  |  | Antonio di Vaudémont |  |  | Federico I di Vaudémont |  |
|                          |                   |                         |                           |  |  |       |  |  | Antonio di Vaudémont |  |  | Federico I di Vaudémont |  |
|                          |                   | Margherita di Joinville |                           |  |  |       |  |  | Antonio di Vaudémont |  |  |                         |  |
| Federico II di Vaudémont |                   |                         |                           |  |  |       |  |  | Antonio di Vaudémont |  |  |                         |  |
|                          |                   | Maria d'Harcourt        | Giovanni VII d'Harcourt   |  |  |       |  |  |                      |  |  |                         |  |
|                          |                   | Maria d'Harcourt        | Giovanni VII d'Harcourt   |  |  |       |  |  |                      |  |  |                         |  |
|                          |                   | Maria d'Harcourt        | Maria d'Alençon           |  |  |       |  |  |                      |  |  |                         |  |
| Renato II di Lorena      |                   | Maria d'Harcourt        |                           |  |  |       |  |  |                      |  |  |                         |  |
|                          |                   | Renato d'Angiò          | Luigi II d'Angiò          |  |  |       |  |  |                      |  |  |                         |  |
|                          |                   | Renato d'Angiò          | Luigi II d'Angiò          |  |  |       |  |  |                      |  |  |                         |  |
|                          |                   | Renato d'Angiò          | Iolanda di Aragona        |  |  |       |  |  |                      |  |  |                         |  |
| Iolanda d'Angiò          |                   | Renato d'Angiò          |                           |  |  |       |  |  |                      |  |  |                         |  |
|                          |                   | Isabella di Lorena      | Carlo II di Lorena        |  |  |       |  |  |                      |  |  |                         |  |
|                          |                   | Isabella di Lorena      | Carlo II di Lorena        |  |  |       |  |  |                      |  |  |                         |  |
|                          |                   | Isabella di Lorena      | Margherita del Palatinato |  |  |       |  |  |                      |  |  |                         |  |
| Claudio I di Guisa       |                   | Isabella di Lorena      |                           |  |  |       |  |  |                      |  |  |                         |  |
|                          | Arnoldo di Egmond | Giovanni II di Egmond   |                           |  |  |       |  |  |                      |  |  |                         |  |
|                          | Arnoldo di Egmond | Giovanni II di Egmond   |                           |  |  |       |  |  |                      |  |  |                         |  |
|                          | Arnoldo di Egmond | Maria van Arkel         |                           |  |  |       |  |  |                      |  |  |                         |  |
| Adolfo di Egmond         | Arnoldo di Egmond |                         |                           |  |  |       |  |  |                      |  |  |                         |  |
|                          |                   | Caterina di Clèves      | Adolfo I di Clèves        |  |  |       |  |  |                      |  |  |                         |  |
|                          |                   | Caterina di Clèves      | Adolfo I di Clèves        |  |  |       |  |  |                      |  |  |                         |  |
|                          |                   | Caterina di Clèves      | Maria di Borgogna         |  |  |       |  |  |                      |  |  |                         |  |
| Filippina di Gueldre     |                   | Caterina di Clèves      |                           |  |  |       |  |  |                      |  |  |                         |  |
|                          |                   | Carlo I di Borbone      | Giovanni I di Borbone     |  |  |       |  |  |                      |  |  |                         |  |
|                          |                   | Carlo I di Borbone      | Giovanni I di Borbone     |  |  |       |  |  |                      |  |  |                         |  |
|                          |                   | Carlo I di Borbone      | Maria di Berry            |  |  |       |  |  |                      |  |  |                         |  |
| Caterina di Borbone      |                   | Carlo I di Borbone      |                           |  |  |       |  |  |                      |  |  |                         |  |
|                          |                   | Agnese di Borgogna      | Giovanni di Borgogna      |  |  |       |  |  |                      |  |  |                         |  |
|                          |                   | Agnese di Borgogna      | Giovanni di Borgogna      |  |  |       |  |  |                      |  |  |                         |  |
|                          |                   | Agnese di Borgogna      | Margherita di Baviera     |  |  |       |  |  |                      |  |  |                         |  |
|                          |                   | Agnese di Borgogna      |                           |  |  |       |  |  |                      |  |  |                         |  |